# Grumman F7F Tigercat
Grumman F7F Tigercat var ett amerikanskt hangarfartygsbaserat tungt jaktflygplan. Jämfört med tidigare hangarfartygsbaserade jaktflygplan var det större, snabbare och hade längre räckvidd. Trots att den konstruerades under andra världskriget hann den inte tas i tjänst innan kriget var slut. I stället användes den som nattjaktflygplan under Koreakriget.

## Utveckling
Redan 1935 började USA:s flotta att undersöka fördelarna med ett tvåmotorigt jaktflygplan, framför allt längre räckvidd och tyngre beväpning. Vid en första upphandling 1937 kunde ingen leverantör presentera något godtagbart alternativ. Bland de förslag som lämnades in vid en förnyad upphandling 1938 fanns Vought XF4U-1 (som antogs trots att det var enmotorigt och kom att bli Vought F4U Corsair) och Grumman XF5F-1 Skyrocket. XF5F var från början tänkt att drivas av två stycken Pratt & Whitney R-1535, men eftersom Pratt & Whitney aldrig utvecklade någon variant av den med tvåstegskompressor tvingades man byta till den kortare och tjockare Wright R-1820 Cyclone. XF5F flög första gången 1 april 1940, men den blev ingen succé. Den led av tekniska problem med kylningen och landningsstället och de båda stora motorerna skymde sikten. Dess enda fördel var en imponerande stighastighet (23 m/s) vilket var 50 % mer än Vought XF4U. Försök att ge XF5F bättre prestanda genom att göra den mer strömlinjeformad gav inte förväntade resultat och i juli 1941 gav man upp och lade ner projektet.
USAAF utfärdade 1939 en specifikation på ett liknande flygplan. Upphandlingen vanns av Lockheed P-38 Lightning, men USAAF ville ha en reservlösning och bad Grumman bygga en variant av Skyrocket med förlängd nos och trehjuligt landningsställ. Prototypen XP-50 genomförde sin jungfruflygning 18 februari 1941, men den havererade två månader senare efter bara 20 flygtimmar.
Trots fiaskot med Skyrocket var både flottan och Grumman fortfarande intresserade av konceptet med ett tvåmotorigt jaktflygplan. Därför började Grumman i början av 1941 om från början med en helt ny konstruktion kallad XF7F. Resultatet blev ett mycket större flygplan, dubbelt så tungt med 50 % större vingyta och 75 % starkare motorer, men den största skillnaden var utseendet; Tigercat var lika slank som Skyrocket var knubbig. Redan innan prototypen flög första gången 2 november 1943 hade USA:s marinkår lagt en beställning på 500 flygplan. Trots behovet av högpresterande jaktflygplan dröjde det innan den blev godtagen för tjänstgöring på hangarfartyg. Den höga vikten och höga landningshastigheten gjorde att flygplanen lätt skadades vid landning med landningskrok på ett gungande flygdäck. Därför började man redan efter 35 tillverkade flygplan ställa om tillverkningen till den landbaserade nattjaktversionen F7F-2N.

## Användning
F7F Tigercat togs i tjänst för sent för att användas i andra världskriget. Däremot stationerades en division (marinkårens nattjaktdivision VMF(N)-513) i Japan efter krigsslutet och var fortfarande kvar där när Koreakriget bröt ut. Divisionen sattes in i strid men drogs tillbaka 1952 och ersattes av Douglas F3D Skyknight. Efter Koreakriget såldes några Tigercats och konverterades till vattenbombare för att bekämpa skogrbränder. De kunde inte ta lika mycket vatten som större fyrmotoriga flygplan, men dess hastighet gjorde att de kunde genomföra fler insatser under samma tid. År 2008 var fortfarande fem stycken Tigercats i flygbart skick.

## Konstruktion
F7F Tigercat var ett midvingat flygplan tillverkat helt i metall. Det drevs av två stycken Pratt & Whitney R-2800 Double Wasp-motorer monterade i gondoler under vingarna. Vingarna var vikbara och kunde fällas ihop uppåt för att ta mindre plats. Tigercat hade ett trehjuligt landningsställ med ett noshjul och två huvudhjul. Alla hjul fälldes in bakåt, noshjulet i nosen och huvudhjulen i motorgondolerna. Cockpiten var kopierad från Grumman F6F Hellcat och erbjöd god sikt framåt, men sikten åt sidorna begränsades av motorerna. Radarobservatörens sittbrunn i nattjaktversionerna var dock ganska trång och erbjöd ingen sikt framåt. I de flygplan som byggdes om för att fjärrstyra drönare höjdes aktersitsen upp för bättre sikt och försågs med en huv från en Grumman F8F Bearcat.

### Beväpning
I den ursprungliga versionen bestod beväpningen av fyra stycken 12,7 mm Browning-kulsprutor i nosen och fyra stycken 20 mm automatkanoner i vingarna. Dessutom kunde den bära åtta stycken HVAR-raketer eller två stycken 454 kg (1 000 lb) bomber under vingarna. Alternativt kunde en Mark 13 torped eller en fälltank bäras under kroppen. Nattjaktversionerna saknade kulsprutor eftersom radarn AN/APS-6 tog upp hela nosen.

## Varianter
- XF7F-1 – Prototyp. 2 byggda.
- F7F-1 – Jaktflygplan med R-2800-22W-motorer. 34 byggda.
- F7F-2N − Tvåsitsigt nattjaktflygplan med radarn AN/APS-6. 65 byggda.
- F7F-2D – Flygplan för fjärrstyrning av drönare. Ett fåtal ombyggda från F7F-2N.
- F7F-3 – Jaktflygplan med R-2800-34W-motorer, större stjärtfena och mer bränsle. 190 byggda
- F7F-3N – Tvåsitsigt nattjaktflygplan med samma förbättringar som F7F-3. 60 byggda.
- F7F-3P – Fotospaningsversion. Ett fåtal ombyggda från F7F-3N.
- F7F-4N – F7F-3N med förstärkt flygkropp. 13 byggda.

## Liknande flygplan
- de Havilland Hornet